# Prayols
Prayols ist eine französische Gemeinde mit 366 Einwohnern (Stand 1. Januar 2022) im Département Ariège in der Region Okzitanien. Sie gehört zum Arrondissement Foix und ist Mitglied im Gemeindeverband L’Agglo Foix-Varilhes. Die Einwohner werden Prayolais und Prayolaises genannt.

## Geografie

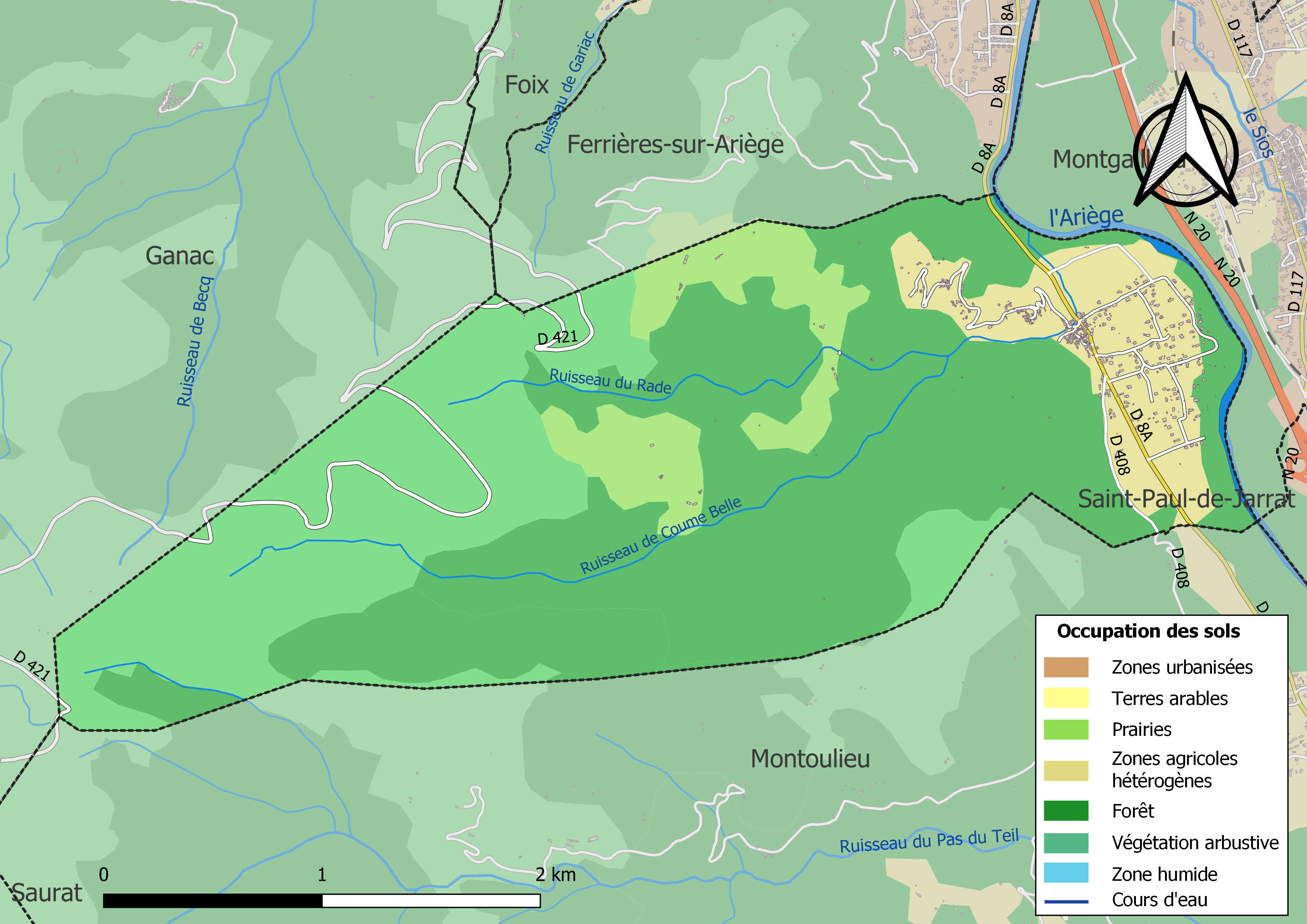
Bodennutzung, Hydrografie und Infrastruktur der Gemeinde

Die Gemeinde ist historisch und kulturell Teil des Pays de Foix und liegt etwa vier Kilometer südsüdöstlich von Foix sowie etwa 77 Kilometer südsüdöstlich von Toulouse am Fuß des Arize-Massivs am linken Ufer der Ariège. Prayols befindet sich im Einzugsgebiet der Garonne und wird außer der Ariège vom Ruisseau de Coume Belle, vom Ruisseau du Rade und einem kleineren Bach entwässert. Nach Westen gewinnt das Gebiet der Gemeinde schnell an Höhe mit dem Cap de la Coume de l’Orri (1407 m) als höchstem Punkt an der Grenze zur Nachbargemeinde Ganac. Das Gemeindegebiet ist Teil des Regionalen Naturpark Pyrénées Ariégeoises, des Natura 2000-Schutzgebiets „Garonne, Ariège, Hers, Salat, Pique et Neste“, das hauptsächlich der Fischwanderung gewidmet ist, und von vier ZNIEFF-Naturgebieten. Über 81 % der Fläche der Gemeinde sind bewaldet oder naturbelassen, knapp 10 % sind Grünland.
Nachbargemeinden von Prayols sind Ferrières-sur-Ariège im Norden, Montgailhard im Osten, Saint-Paul-de-Jarrat im Südosten, Montoulieu im Süden und Ganac im Westen.

## Geschichte
Als sich Frankreich im Zweiten Weltkrieg unter deutscher Besatzung befand, formierte sich die Résistance. In der Gegend von Prayols handelte es sich bei ihren Untergrundkämpfern hauptsächlich um Spanienflüchtlinge. Im Juni 1944 kam es in Prayols unter Führung der Forces françaises de l’intérieur zu heftigen Kämpfen gegen die Besatzer. In Erinnerung daran wurde in dem Ort am 18. Juni 1982 ein Denkmal eingeweiht.

## Bevölkerungsentwicklung
| Prayols: Einwohnerzahlen von 1793 bis 2020                                                                                 | Prayols: Einwohnerzahlen von 1793 bis 2020 | Prayols: Einwohnerzahlen von 1793 bis 2020 | Prayols: Einwohnerzahlen von 1793 bis 2020 | Prayols: Einwohnerzahlen von 1793 bis 2020 |
| --- | ------------------------------------------ | ------------------------------------------ | ------------------------------------------ | ------------------------------------------ |
| Jahr |                                            |                                            |                                            | Einwohner                                  |
| 1793 | 1793                                       |                                            | 280                                        | 280                                        |
| 1800 | 1800                                       |                                            | 303                                        | 303                                        |
| 1806 | 1806                                       |                                            | 325                                        | 325                                        |
| 1821 | 1821                                       |                                            | 305                                        | 305                                        |
| 1831 | 1831                                       |                                            | 356                                        | 356                                        |
| 1836 | 1836                                       |                                            | 363                                        | 363                                        |
| 1841 | 1841                                       |                                            | 224                                        | 224                                        |
| 1846 | 1846                                       |                                            | 361                                        | 361                                        |
| 1851 | 1851                                       |                                            | 364                                        | 364                                        |
| 1856 | 1856                                       |                                            | 375                                        | 375                                        |
| 1861 | 1861                                       |                                            | 384                                        | 384                                        |
| 1866 | 1866                                       |                                            | 414                                        | 414                                        |
| 1872 | 1872                                       |                                            | 422                                        | 422                                        |
| 1876 | 1876                                       |                                            | 425                                        | 425                                        |
| 1881 | 1881                                       |                                            | 411                                        | 411                                        |
| 1886 | 1886                                       |                                            | 403                                        | 403                                        |
| 1891 | 1891                                       |                                            | 418                                        | 418                                        |
| 1896 | 1896                                       |                                            | 412                                        | 412                                        |
| 1901 | 1901                                       |                                            | 349                                        | 349                                        |
| 1906 | 1906                                       |                                            | 351                                        | 351                                        |
| 1911 | 1911                                       |                                            | 315                                        | 315                                        |
| 1921 | 1921                                       |                                            | 285                                        | 285                                        |
| 1926 | 1926                                       |                                            | 252                                        | 252                                        |
| 1931 | 1931                                       |                                            | 233                                        | 233                                        |
| 1936 | 1936                                       |                                            | 203                                        | 203                                        |
| 1946 | 1946                                       |                                            | 183                                        | 183                                        |
| 1954 | 1954                                       |                                            | 183                                        | 183                                        |
| 1962 | 1962                                       |                                            | 163                                        | 163                                        |
| 1968 | 1968                                       |                                            | 150                                        | 150                                        |
| 1975 | 1975                                       |                                            | 159                                        | 159                                        |
| 1982 | 1982                                       |                                            | 186                                        | 186                                        |
| 1990 | 1990                                       |                                            | 205                                        | 205                                        |
| 1999 | 1999                                       |                                            | 305                                        | 305                                        |
| 2006 | 2006                                       |                                            | 347                                        | 347                                        |
| 2013 | 2013                                       |                                            | 383                                        | 383                                        |
| 2020 | 2020                                       |                                            | 368                                        | 368                                        |
| Quelle(n): EHESS/Cassini bis 1999, INSEE ab 2006 Anmerkung(en): Ab 1962 offizielle Zahlen ohne Einwohner mit Zweitwohnsitz |                                            |                                            |                                            |                                            |

## Sehenswürdigkeiten
- Kirche Notre-Dame-de-l’Assomption
- Denkmal für die spanischen Guerilleros im Spanischen Bürgerkrieg und in der Résistance im Zweiten Weltkrieg

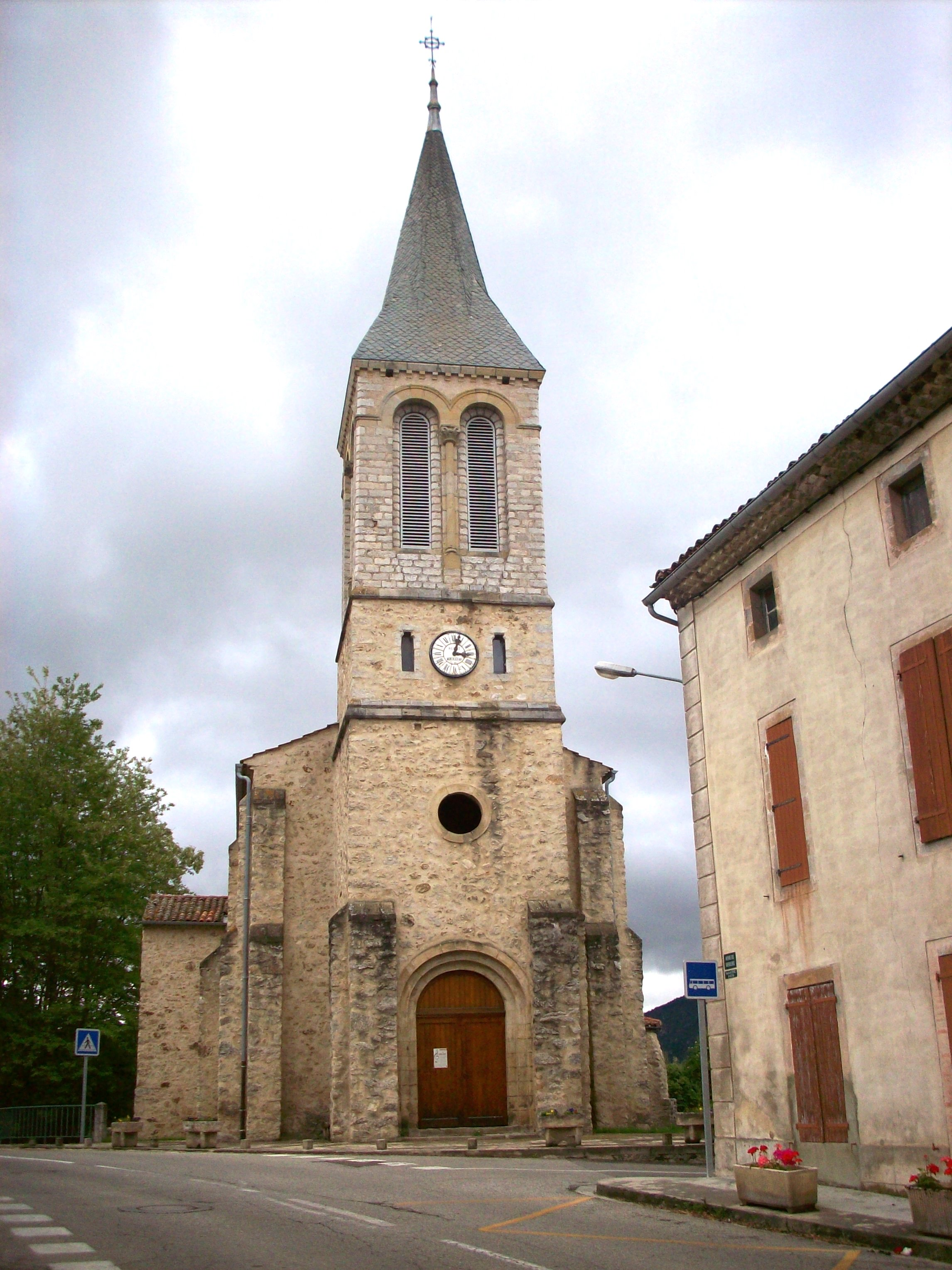
Kirche Notre-Dame-de-l’Assomption
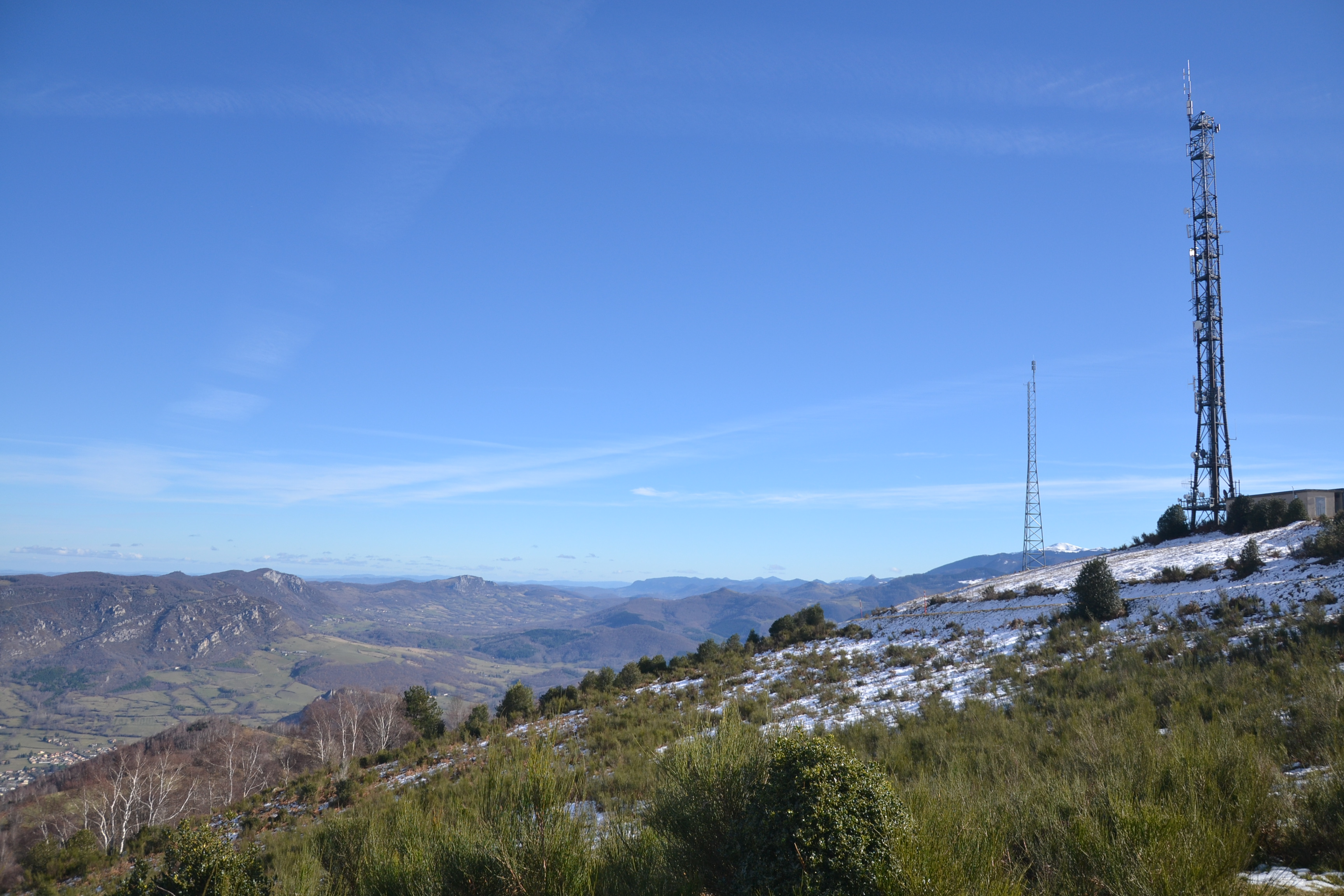
Sendemasten bei Payols